# Partit Comunista Proletari
El Partit Comunista Proletari (PCP) (en castellà, Partido Comunista Proletario) va ser una organització política comunista que es declarava l'avantguarda de la classe obrera i tenia com a objectiu fer la revolució social a Catalunya i Espanya, utilitzant la lluita armada. Sorgit de la “proletarització” del PCR, Partit Comunista Revolucionari, és l'última baula de la cadena d'una sèrie de grups clandestins que es van succeir a Catalunya de 1954 a 1972, segons un procés que va anar “de la dissidència cristiana a el comunisme revolucionari”.

## Orígens
L'evolució que va culminar amb el PCP es reconeix en el conjunt d'acrònims que es van succeint en un tronc comú. Aquestes abreviatures, aquests noms i els temps en què surten o desapareixen, donen compte d'aquest procés i ofereixen una primera visió:
- CC, Cristians Catalans / Comunitat Catalana
- FSF, Força Socialista Federal
- UP, Universitat Popular, rama universitària de la FSF
- CES, Comisiones de Estudiantes Socialistas
- CHE-CHO, Comités de Huelga Estudiantiles-Comités de Huelga Obreros
- PCR, Partido Comunista Revolucionario
- PCP, Partido Comunista Proletario

## Antecedent immediat: elPartit Comunista Revolucionari
L'aparició del PCP resulta de la crisi del PCR: Aquest es planteja com el nucli dirigent revolucionari del moviment obrer, a partir d'un esquema leninista del partit dirigent i de les organitzacions de masses (els CHE-CHO), i el seu propòsit és oposar contra la violència institucional capitalista la violència revolucionària, promoure l'enderrocament del sistema amb una política anticapitalista i construir una organització internacionalista.
Seguint les tesis maoistes, es produeix la incorporació dels estudiants a la classe proletària: molts militants interrompen la seva carrera i passen a treballar en empreses, nodrint als CHO. Aquest procés permet intentar difondre la seva militància a tot Espanya, amb la creació de cèl·lules revolucionàries a Madrid, València, Sevilla, País Basc,... Però ni a Catalunya ni a la resta d'Espanya aconsegueix trencar el seu aïllament de les “masses proletàries”. La crisi esclata aproximadament durant l'estiu de 1970, quan s'intercanvien experiències i es constaten els resultats efectivament aconseguits (només a València i a Madrid s'havia aconseguit la formació d'alguna nova cèl·lula).
Simultàniament, a nivell de direcció del PCR es planteja el conflicte entre la majoria històrica i les noves incorporacions “proletàries” respecte a la violència, que els últims proposen elevar a la lluita armada. Rebutjat aquest punt, el nucli fundacional del PCR procedeix a informar d'una dissolució que ja s'està donant de fet.

## Naixement i desaparició del PCP
La fracció del PCR partidària de radicalitzar encara més l'acció i donar el pas des de la violència revolucionària a la lluita armada, constitueix cap a finals de 1970 el Partit Comunista Proletari i les organitzacions de base es militaritzen (“Milícies del Partit”). El procés és confús i només gradualment una part dels militants del PCR coneixen els canvis i abandonen l'organització. Queden uns grups reduïts a Barcelona i València. Existeixen armes; però, es desconeixen o no es reconeixen accions armades significatives contra el sistema.
El llenguatge, això sí, es fa més violent i es duen a terme accions violentes contra “els lacais de la oligarquia”, tant en mitjans universitaris com en el camp de la lluita sindical obrera, seguint la consigna de “pal al lacai”. Al febrer de 1971 una part dels seus militants són detinguts.
Cap a 1972, i en una situació confusa, té lloc la desaparició del PCP i l'extinció final del “grup” iniciat amb CC en els anys 50.

## Discurs

### Declaració fundacional
Des d'una visió política intyernacionalista i entesa com a lluita de classes, es considera que mentre al Tercer Món els imperialisme retrocedeix (Vietnam), a Europa cal impulsar la dictadura proletària mitjançant la insurrecció armada, anant així més enllà dels plantejaments del PCR, que si bé defensava la violència revolucionària, no havia donat el pas cap a la lluita armada.
Així, proposa atacar les baules més febles del revisionisme, denunciant les seves reivindicacions (escala mòbil, 40 hores, control obrer…), els seus “sindicats” i “organitzacions de masses”; impedir pactes o negociacions, rebutjar qualsevol suposada “millora” i desbordar les formes pacífiques de lluita (vagues, plantes, dimissions…). Per tal d'aconseguir-ho cal evitar el revisionisme petit-burgés dels intel·lectuals, que considera uns infiltrats a la classe treballadora,
[El Manifest Fundacional està adreçat a “Camarades proletaris de tots els països”]

### Crisi i liquidació
De la dissolució del PCP donen llum dos documents de 1971.
En el primer document, emès des de la direcció, s'afirma que des de les primeres lluites del PCP i les seves Milícies van sorgir dues posicions que han conduït a la crisi total del partit: la primera, proletària i comunista, sostinguda pels autors del Manifest Fundacional, veterans en la lluita, i que partia de fet de ser un Partit proletari encara que no d'avantguarda, però capaç, donada la seva consciència de classe i la seva honradesa, d'atreure als companys nascuts dels combats violents de la classe, i situar-los a la direcció. La segona, petit burgesa, que a falta de l'autoritat que dona l'haver estat exemple en les lluites de masses, havien falsejat la realitat del partit, idealitzant i aprofitant-se de la clandestinitat per ordenar accions que els aïllaven de les masses. De nou apareixen crítiques als intel·lectuals petits-burgesos i acusacions de revisionisme i anarquisme, per la qual cosa cal lluitar per l'organització dels “líders de les masses sorgits en els combats violents i en contra de tota organització de fora de la classe”.
El segon document critica la posició anterior, considerant que, originalment, el PCR va concedir gran importància a la teoria revolucionària, a la formació política dels seus quadres, i a la prospecció ideològica, gairebé sense aplicació pràctica. I que com a reacció a això el PCP no va considerar necessària l'elevació política de les masses, ni tan sols la dels seus quadres. A la pràctica només calia l'acció exemplar de les seves Milícies perquè les masses seguissin: “Nosaltres ens rebel·lem violentament i incorporem a les nostres files als que es rebel·len amb nosaltres”. Però que es comprova la impossibilitat d'atreure a l'avantguarda amb els seus criteris polítics i que deixen la iniciativa a la part menys conscient; amb el que neguen el paper de l'avantguarda.
Es proposa com a alternativa que per poder avançar cap a la Revolució Proletària és imprescindible adoptar en tot moment una posició dirigent; és imprescindible anar un pas endavant de la realitat marcant el camí. A partir d'analitzar l'historial polític, les últimes conclusions i la negativa a reconèixer els seus errors i rectificar-les, es conclou que els individus que mantenien i segueixen mantenint la direcció de l'organització estan en total fallida política.
Val a dir que, a part del conflicte fraccional anterior, hi ha indicis no documentats de certa activitat fins al 1972.